# Novo Szelo (Vrapcsiste)
Novo Szelo (macedónul: Ново Село) település Észak-Macedóniában, a Pologi körzet Vrapcsistei járásában.

## Népesség
2002-ben 19 lakosa volt, akik mindannyian macedónok.